# ドオックスブリッジ
ドオックスブリッジ（英: Doxbridge）は、イギリスのダラム大学（Durham）、オックスフォード大学（Oxford）、ケンブリッジ大学（Cambridge）の総称。
イギリスのエリート大学群は、「オックスブリッジ」のほか、「ロックスブリッジ」や「ラッセル・グループ」などが知られているが、これらほどには一般に認知されていない。
また、1998年からアイルランドのダブリンで開催されている非公式のスポーツ交流戦「ドオックスブリッジ・トーナメント」では、3校の他にヨーク大学が参加している。2014年開催の際の競技は、フットボール、ホッケー、ラクロス、ラグビー、ネットボール、バスケットボールの6種目である。